# Антитиреоидные аутоантитела
Антитиреоидные аутоантитела (или просто антитиреоидные антитела) представляют собой аутоантитела, направленные против одного или нескольких компонентов щитовидной железы. Наиболее клинически значимыми антитиреоидными аутоантителами являются антитела к пероксидазе щитовидной железы (антитела к TPO, TPOAb), антитела к рецептору тиреотропина (TRAb) и антитела к тиреоглобулину (TgAb). TRAb подразделяются на активирующие, блокирующие и нейтральные антитела в зависимости от их действия на рецептор ТТГ. Антитела к симпортеру натрия/йода (Анти-Na+/I-) являются более поздним открытием, и их клиническая значимость до сих пор неизвестна. Болезнь Грейвса и тиреоидит Хашимото обычно связаны с наличием антитиреоидных аутоантител. Хотя существует перекрытие, антитела к TPO чаще всего связаны с тиреоидитом Хашимото, а активирующие TRAb чаще всего связаны с болезнью Грейвса. Тиреоидные микросомальные антитела представляли собой группу антитиреоидных антител; они были переименованы после идентификации их целевого антигена (ТРО).

## Подтипы
Антитиреоидные антитела можно разделить на группы в соответствии с их антигеном-мишенью.

### Антитела к ТПО (TPO)
Антитела к тироидной пероксидазе (анти-ТПО) специфичны для аутоантигена ТПО, гликопротеина с молекулярной массой 105 кДа, который катализирует реакции окисления йода и тирозилиодирования тиреоглобулина в щитовидной железе. Большинство продуцируемых антител направлены на конформационные эпитопы иммуногенной карбоксиконцевой области белка ТРО, хотя были обнаружены антитела к линейным эпитопам. Антитела к ТПО являются наиболее распространенными антитиреоидными аутоантителами, присутствующими примерно в 90 % случаев тиреоидита Хашимото, в 75 % случаев болезни Грейвса и в 10-20 % случаев узлового зоба или карциномы щитовидной железы. Кроме того, 10-15 % здоровых людей могут иметь высокие титры антител к ТПО. Высокие сывороточные антитела обнаруживаются в активной фазе хронического аутоиммунного тиреоидита. Таким образом, титр антител можно использовать для оценки активности заболевания у пациентов, у которых выработались такие антитела. Большинство антител к ТПО продуцируются лимфоцитами, инфильтрирующими щитовидную железу, с незначительным участием лимфатических узлов и костного мозга. Они вызывают повреждение клеток щитовидной железы за счет активации комплемента и антителозависимой клеточной цитотоксичности. Однако считается, что антитела к ТПО не способствуют разрушению щитовидной железы.

### Антитела к рецептору ТТГ (TRAbs)
Рецептор тиротропина (рецептор ТТГ) представляет собой антиген для антител к рецептору ТТГ (TRAbs). Это семь трансмембранных рецепторов, связанных с G-белками, которые участвуют в передаче сигналов гормонов щитовидной железы. TRAb сгруппированы в зависимости от их влияния на передачу сигналов рецептора; активирующие антитела (связанные с гипертиреозом), блокирующие антитела (связанные с тиреоидитом) и нейтральные антитела (не влияющие на рецептор). Активирующие и блокирующие антитела в основном связываются с конформационными эпитопами, тогда как нейтральные антитела связываются с линейными эпитопами. Связывание антитела с аминоконцом рецептора ТТГ проявляет стимулирующую активность, тогда как связывание с остатками 261—370 или 388—403 блокирует активность. TRAbs присутствуют у 70-100 % пациентов с болезнью Грейвса (85-100 % для активирующих антител и 75-96 % для блокирующих антител) и у 1-2 % здоровых людей.
Активация TRAb характерна для болезни Грейвса (аутоиммунного гипертиреоза). Антитело к ТПО измеряется легче, чем антитело к рецептору ТТГ, и поэтому его часто используют в качестве суррогата при диагностике болезни Грейвса. Эти антитела активируют аденилатциклазу, связываясь с рецептором ТТГ. Это вызывает выработку гормонов щитовидной железы и последующий рост и васкуляризацию щитовидной железы/ TRAb также полезны в диагностике офтальмопатии Грейвса . Хотя точный механизм того, как TRAb вызывают офтальмопатию Грейвса, неизвестен, вполне вероятно, что антитела связываются с рецепторами ТТГ в ретроорбитальных тканях, вызывая инфильтрацию лимфоцитов. Эта воспалительная реакция приводит к выработке цитокинов, которые заставляют фибробласты продуцировать гликозаминогликаны, что приводит к офтальмопатии.
Блокирующие TRAb (также известные как иммуноглобулины, ингибирующие связывание тиротропина (TBII)) конкурентно блокируют активность ТТГ на рецепторе. Это может вызвать гипотиреоз за счет снижения тиреотропного действия ТТГ. Они обнаруживаются при тиреоидите Хашимото и болезни Грейвса и могут быть причиной колебаний функции щитовидной железы при последней. Во время лечения болезни Грейвса они также могут стать преобладающими антителами, что может вызвать гипотиреоз.
Клиническая и физиологическая значимость нейтральных антител остается неясной. Однако они могут быть вовлечены в продление периода полураспада рецепторов ТТГ.

### Антитела к тиреоглобулину (ТГ)
Антитела к тиреоглобулину специфичны для тиреоглобулина, матричного белка с молекулярной массой 660 кДа, участвующего в процессе продукции гормонов щитовидной железы. Они обнаруживаются в 70 % случаев тиреоидита Хашимото, 60 % случаев идиопатического гипотиреоза, 30 % случаев болезни Грейвса, небольшой доли карциномы щитовидной железы и 3 % здоровых людей. Антитела к ТПО присутствуют в 99 % случаев, когда присутствуют антитела к тиреоглобулину, однако только в 35 % случаев с положительным результатом на антитела к ТПО также обнаруживаются антитела к тиреоглобулину.

### Анти- Na+/I-симпортер
Анти-Na+/I- симпортерные антитела являются более поздним открытием возможных аутоантител к щитовидной железе, и их роль в заболевании щитовидной железы остается неопределенной. Они присутствуют примерно в 20 % случаев болезни Грейвса и в 24 % случаев тиреоидита Хашимото.

## Патогенез
Считается, что выработка антител при болезни Грейвса возникает в результате активации CD4+ Т-клеток с последующим рекрутированием В-клеток в щитовидную железу. Эти В-клетки продуцируют антитела, специфичные к антигенам щитовидной железы. При тиреоидите Хашимото активированные CD4+ Т-клетки продуцируют интерферон-γ, заставляя клетки щитовидной железы отображать молекулы МНС класса II. Это расширяет репертуар аутореактивных Т-клеток и продлевает воспалительную реакцию.
Хотя антитиреоидные антитела используются для отслеживания наличия аутоиммунного тиреоидита, обычно не считается, что они непосредственно способствуют разрушению щитовидной железы.

## Влияние на репродукцию человека
Наличие антитиреоидных антител связано с повышенным риском бесплодия неясного генеза (отношение шансов 1,5 и 95 % доверительный интервал 1,1-2,0), невынашивания беременности (отношение шансов 3,73, 95 % доверительный интервал 1,8-7,6), привычного невынашивания беременности (отношение шансов 2,3, 95 % доверительный интервал 1,5-3,5), преждевременные роды (отношение шансов 1,9, 95 % доверительный интервал 1,1-3,5) и послеродовой тиреоидит у матери (отношение шансов 11,5, 95 % доверительный интервал 5,6-24).

## История
В 1912 году Хакару Хасимото описал гипотиреоз и зоб, связанные с лимфоидной инфильтрацией щитовидной железы. В 1956 г. в подобных случаях были обнаружены анти-ТГ-антитела, что прояснило аутоиммунную причину этих характеристик. Позже в том же году были обнаружены активирующие антитела к рецептору ТТГ. Тиреоидные микросомальные антитела были открыты в 1964 г., которые впоследствии были переименованы в антитела к ТПО в связи с идентификацией их аутоантигена.

## Использованная литература
1. ↑  Ponnusamy Saravanan, Colin M. Dayan. THYROID AUTOANTIBODIES (англ.) // Endocrinology and Metabolism Clinics of North America. — 2001-06. — Vol. 30, iss. 2. — P. 315–337. — doi:10.1016/S0889-8529(05)70189-4. Архивировано 23 апреля 2022 года.
2. ↑  Jacques Orgiazzi. ANTI–TSH RECEPTOR ANTIBODIES IN CLINICAL PRACTICE (англ.) // Endocrinology and Metabolism Clinics of North America. — 2000-06. — Vol. 29, iss. 2. — P. 339–355. — doi:10.1016/S0889-8529(05)70135-3. Архивировано 12 июля 2022 года.
3. ↑  Charles M. Boyd, James R. Baker. THEIMMUNOLOGY OF THYROID CANCER (англ.) // Endocrinology and Metabolism Clinics of North America. — 1996-03. — Vol. 25, iss. 1. — P. 159–179. — doi:10.1016/S0889-8529(05)70317-0. Архивировано 6 декабря 2019 года.
4. 1 2 3  Werner & Ingbar's the thyroid : a fundamental and clinical text. — 9th ed. — Philadelphia: Lippincott Williams & Wilkins, 2005. — xvii, 1166 pages с. — ISBN 0-7817-5047-4, 978-0-7817-5047-9.
5. ↑  Alvin Taurog. Molecular evolution of thyroid peroxidase**Adapted from Taurog A., Wall M., Thyroid 8 (1998) 185–191, with permission from the publisher, Mary Ann Liebert, Inc. (англ.) // Biochimie. — 1999-05. — Vol. 81, iss. 5. — P. 557–562. — doi:10.1016/S0300-9084(99)80110-2. Архивировано 15 июня 2022 года.
6. ↑  Werner & Ingbar's the thyroid : a fundamental and clinical text. — 9th ed. — Philadelphia: Lippincott Williams & Wilkins, 2005. — xvii, 1166 pages с. — ISBN 0-7817-5047-4, 978-0-7817-5047-9.
7. ↑  Ponnusamy Saravanan, Colin M. Dayan. THYROID AUTOANTIBODIES (англ.) // Endocrinology and Metabolism Clinics of North America. — 2001-06. — Vol. 30, iss. 2. — P. 315–337. — doi:10.1016/S0889-8529(05)70189-4. Архивировано 23 апреля 2022 года.
8. 1 2 3  Thierry Chardès, Nicolas Chapal, Damien Bresson, Cédric Bès, Véronique Giudicelli. The human anti-thyroid peroxidase autoantibody repertoire in Graves' and Hashimoto's autoimmune thyroid diseases // Immunogenetics. — 2002-06-01. — Т. 54, вып. 3. — С. 141–157. — ISSN 1432-1211 0093-7711, 1432-1211. — doi:10.1007/s00251-002-0453-9.
9. ↑  Sandra M. McLachlan, Basil Rapoport. Autoimmune Response to the Thyroid in Humans: Thyroid Peroxidase-The Common Autoantigenic Denominator (англ.) // International Reviews of Immunology. — 2000-01. — Vol. 19, iss. 6. — P. 587–618. — ISSN 1563-5244 0883-0185, 1563-5244. — doi:10.3109/08830180009088514.
10. ↑  Bozo Trbojevic, Snezana Djurica. Diagnosis of autoimmune thyroid disease (англ.) // Srpski arhiv za celokupno lekarstvo. — 2005. — Vol. 133, iss. Suppl. 1. — P. 25–33. — ISSN 2406-0895 0370-8179, 2406-0895. — doi:10.2298/SARH05S1025T. Архивировано 2 сентября 2022 года.
11. ↑  Williams textbook of endocrinology.. — 12th ed.. — Philadelphia: Elsevier/Saunders, 2011. — xviii, 1897 pages с. — ISBN 978-1-4377-0324-5, 1-4377-0324-0, 978-1-4377-3600-7, 1-4377-3600-9. Архивировано 13 июня 2020 года.
12. 1 2 3 4 5  Thyroid autoantibodies. Endocrinology and Metabolism Clinics of North America. 30 (2): 315–37, viii. June 2001. doi:10.1016/S0889-8529(05)70189-4. PMID 11444165.
13. 1 2 3  Anti-TSH receptor antibodies in clinical practice. Endocrinology and Metabolism Clinics of North America. 29 (2): 339–55, vii. June 2000. doi:10.1016/S0889-8529(05)70135-3. PMID 10874533.
14. ↑  Manorama Swain, Truptirekha Swain, Binoy Kumar Mohanty. Autoimmune thyroid disorders—An update (англ.) // Indian Journal of Clinical Biochemistry. — 2005-01. — Vol. 20, iss. 1. — P. 9–17. — ISSN 0974-0422 0970-1915, 0974-0422. — doi:10.1007/BF02893034.
15. ↑  Hyperthyroidism. Endocrinology and Metabolism Clinics of North America. 36 (3): 617–56, v. September 2007. doi:10.1016/j.ecl.2007.06.002. PMID 17673122.
16. ↑  C. Kamath, M. A. Adlan, L. D. Premawardhana. The Role of Thyrotrophin Receptor Antibody Assays in Graves’ Disease (англ.) // Journal of Thyroid Research. — 2012. — Vol. 2012. — P. 1–8. — ISSN 2042-0072 2090-8067, 2042-0072. — doi:10.1155/2012/525936. Архивировано 2 сентября 2022 года.
17. ↑  The role of thyrotrophin receptor antibody assays in graves' disease. Journal of Thyroid Research. 2012: 525936. 2012. doi:10.1155/2012/525936. PMID 22577596.{{cite journal}}:  Википедия:Обслуживание CS1 (не помеченный открытым DOI) (ссылка)
18. ↑  The immunology of thyroid cancer. Endocrinology and Metabolism Clinics of North America. 25 (1): 159–79. March 1996. doi:10.1016/S0889-8529(05)70317-0. PMID 8907685.
19. ↑  Julia Ai, Janie M. Leonhardt, Warren R. Heymann. Autoimmune thyroid diseases: Etiology, pathogenesis, and dermatologic manifestations (англ.) // Journal of the American Academy of Dermatology. — 2003-05. — Vol. 48, iss. 5. — P. 641–662. — doi:10.1067/mjd.2003.257. Архивировано 16 августа 2022 года.
20. ↑  Giorgio Stassi, Ruggero De Maria. Autoimmune thyroid disease: new models of cell death in autoimmunity (англ.) // Nature Reviews Immunology. — 2002-03-01. — Vol. 2, iss. 3. — P. 195–204. — ISSN 1474-1741 1474-1733, 1474-1741. — doi:10.1038/nri750. Архивировано 2 сентября 2022 года.
21. ↑  Melmed, Shlomo. Williams Textbook of Endocrinology. — 12th. — Philadelphia : Elsevier/Saunders, 2011. — P. 355. — ISBN 978-1-4377-0324-5.
22. ↑  Emmy van den Boogaard, Rosa Vissenberg, Jolande A. Land, Madelon van Wely, Joris A.M. van der Post. Significance of (sub)clinical thyroid dysfunction and thyroid autoimmunity before conception and in early pregnancy: a systematic review (англ.) // Human Reproduction Update. — 2011-09-01. — Vol. 17, iss. 5. — P. 605–619. — ISSN 1355-4786 1460-2369, 1355-4786. — doi:10.1093/humupd/dmr024. Архивировано 17 июня 2022 года.